# حاره جندل
حاره جندل (به عربی: حارة جندل) یک منطقهٔ مسکونی در لبنان است که در شهرستان شوف واقع شده‌است.